# Robert Bing
Pour les articles homonymes, voir Bing.
Robert Bing, né le 8 mai 1878 à Strasbourg et mort le 15 mars 1956 à Bâle, est un neurologue suisse, considéré comme l'un des fondateurs de la neurologie en tant que spécialisation médicale.

## Biographie
Robert Bing naît le 8 mai 1878 à Strasbourg, en Alsace sous administration de l'Empire allemand. Il est originaire de Bâle et de confession israélite. Son père, Berthold, est un commerçant de Bavière ; sa mère, née Valérie Guggenheim, est originaire de Lengnau (Argovie). Il est fils unique. La famille s'installe à Bâle en 1888. 
Il continue de vivre avec sa mère après ses études, jusqu'au décès de cette dernière alors qu'il a 70 ans.
Il atteint le grade de premier-lieutenant à l'armée et sert pendant la Première Guerre mondiale.
Il meurt célibataire le 15 mars 1956 à Bâle, dans la nuit du 14 au 15, à l'âge de 78 ans, probablement d'une attaque. Il lègue toute sa fortune à l'Académie suisse des sciences médicales pour la création d'un prix. Il est inhumé au cimetière de Wolfgottesacker (et non dans le cimetière israélite).

### Études et parcours professionnel et académique
Après une maturité de type classique (latin-grec) en 1896, il fait des études de médecine à l'Université de Bâle qu'il achève en 1901 à l'âge de 21 ans. Il obtient un doctorat en médecine en 1902, puis suit une formation en neurologie auprès de Hermann Munk (de) à Berlin, Ludwig Edinger à Francfort-sur-le-Main, Victor Horsley à Londres et Jules Dejerine et Joseph Babinski à Paris.
Il s'installe en 1905 à Bâle comme neurologue. Il est nommé privat-docent de neurologie à l'Université de Bâle en 1907, puis professeur extraordinaire en 1918 et enfin professeur ordinaire en 1932. Il est nommé la même année membre correspondant à l'étranger de l'Académie allemande des sciences naturelles. Il est libéré de sa charge de professeur en 1948. 
Il cofonde en 1907, sans bénéficier du soutien de l'État, une consultation de neurologie situé à la Hebelstrasse 1, puis dans les locaux de la policlinique de Bâle, officiellement à partir de 1916, jusqu'en 1954. 
Il est l'un des fondateurs de la neurologie comme spécialisation médicale. Les nombreuses traductions de son manuel de 1913 sur les maladies du système nerveux (9e réédition en 1952) et ses guides de diagnostic l'ont rendu célèbre dans le monde entier. Il est notamment titulaire d'un doctorat honoris causa de l'Université de Liège, membre de l'Académie royale de médecine de Belgique et chevalier de la Légion d'honneur. Il est également président d'honneur de la Société suisse de neurologie à partir de 1927.

## Publications
- (de) Kompendium der topischen Gehirn- und Rückenmarkdiagnostik, Berlin, Vienne, Urban und Schwarzenberg, 1909
- (de) Lehrbuch der Nervenkrankheiten, Berlin, Vienne, Urban und Schwarzenberg, 1913 (trad. française : Les maladies nerveuses en 30 leçons, Genève, Altar, 1924 (présentation en ligne))

## Prix Robert-Bing
L'Académie suisse des sciences médicales décerne depuis 1958 un prix Robert-Bing, « créé pour favoriser l'avancement des sciences neurologiques sur les plans fondamental et clinique ». Récompensant des neurologues suisses et étrangers et financé par les intérêts du legs testamentaire de Robert Bing, il est décerné tous les deux ans à un, deux ou trois lauréats. 
Il est doté de 15 000 francs suisses à sa fondation (60 000 francs en 1982 et 2014).

### Lauréats

#### Depuis 2000
- 2020 : Johanna Joyce (UNIL) et Grégoire Courtine (EPFL)[10]
- 2016 : Caroline Pot (CHUV)[11]
- 2014 : Denis Jabaudon (Genève) et Peter Scheiffele (Bâle)[12]
- 2012 : Andreas Papassotiropoulos et Michael Sinnreich (Uni Basel)[13]
- 2010 : Matthew E. Larkum et Thomas Nyffeler (Berne)[14]
- 2008 : Isabelle Mansuy, Burkhard Becher et Gregor Hasler (de) (Zurich)[15]
- 2006 : Dominique de Quervain (UZH) et Olaf Blanke (de) (UNIL)[16]
- 2004 : Patrik Vuilleumier (Genève)[14]
- 2002 : Christian Lüscher (Genève) et Adrian Merlo (de) (Bâle)[14]
- 2000 : Christoph Michel (UNIGE), Urs Gerber et Markus Rüegg (de)[17]

#### Avant 2000
- 1998 : Michel Dubois-Dauphin (Genève) et Peter Sonderegger (Zurich)[14]
- 1996 : Dominique Muller (Genève), Marianne Regard (Zurich) et Scott M. Thompson (Zurich)[14]
- 1994 : Patrick Aebischer et Éric Michel Rouiller (Fribourg)[14]
- 1992 : Daniel Bertrand (Genève), Heinrich Mattle (Berne) et Michel Mühlethaler (Genève)[14]
- 1990 : Franz Hefti (Los Angeles) et Paul Honegger (Lausanne)[14]
- 1988 : Beat Gaehwiler (Zurich)[14]
- 1986 : Adriano Fontana (de) et Walter Waespe[18]
- 1982 : Jean-Marie Matthieu, Andreas Steck et Nicolas de Tribolet (de)[9]
- 1979 : Martin E. Schwab (de), de Bâle, et Peter Streit, de Zurich[19]
- 1977 : U. N. Wiesmann, (UNIBE), B. W. Fulpius (UNIGE) et R. H. T. Edwards (Londres)[20],[21]
- 1975 : Gilbert Assal (UNIL et UNIGE), Colin Blakemore (en) (université de Cambridge) et François de Ribaupierre (UNIL)[22]
- 1973 : Michel Cuénod (de) (Zurich), L. Hoesli (Bâle) et H.R. Müller (Bâle)[8]
- 1971 : Walter Lichtensteiger (Zurich) et Peter B.C. Matthews (Oxford)[14]
- 1968 : Peter Huber (Berne), Jean Lapresle (Paris) et Gazi Yaşargil (Zurich)[14]
- 1966 : Michel Jouvet (Lyon) et Mario Wiesendanger (Zurich)[23]
- 1964 : Robert Werner Hunsperger (UZH) et René Tissot (Genève)[24]
- 1962 : Pierre Gloor, de Montréal, et H.E. Käser (Bâle)[25]
- 1958 : Erwin Wildi, (Genève), pour ses travaux en histopathologie du système nerveux[7]